# Wirtelschnecke
Die Wirtelschnecke (Aegopis verticillus) ist bei weitem die größte der in Mitteleuropa heimischen Riesenglanzschnecken (Zonitidae). Die Wirtelschnecke wird auch als Riesenglanzschnecke bezeichnet, jedoch führt dies zu Verwechslungen mit der französischen Riesenglanzschnecke (Zonites algirus).

## Merkmale
Das Gehäuse von Aegopis verticillus ist rundlich kegelförmig geformt. Der Nabel ist offen und zylindrisch. Jungtiere sind gekielt, so dass sie fossil gelegentlich mit Jungtieren des Steinpickers (Helicigona lapicida) verglichen werden. Sehr unterschiedlich ist aber die Gehäuseoberfläche, deren Struktur gegittert, jedoch nicht gekörnelt ist. Während das Gehäuse eine hornfarben braune Grundfarbe hat, markieren helle Zonen quer zur Windung die Wachstumsunterbrechungen im Leben der Schnecke, wie winterliche Ruhezeiten und sommerliche Trockenruhen. Das Gehäuse erreicht eine Breite von 26 bis 30 mm und weist circa 6 Umgänge auf.

## Lebensraum

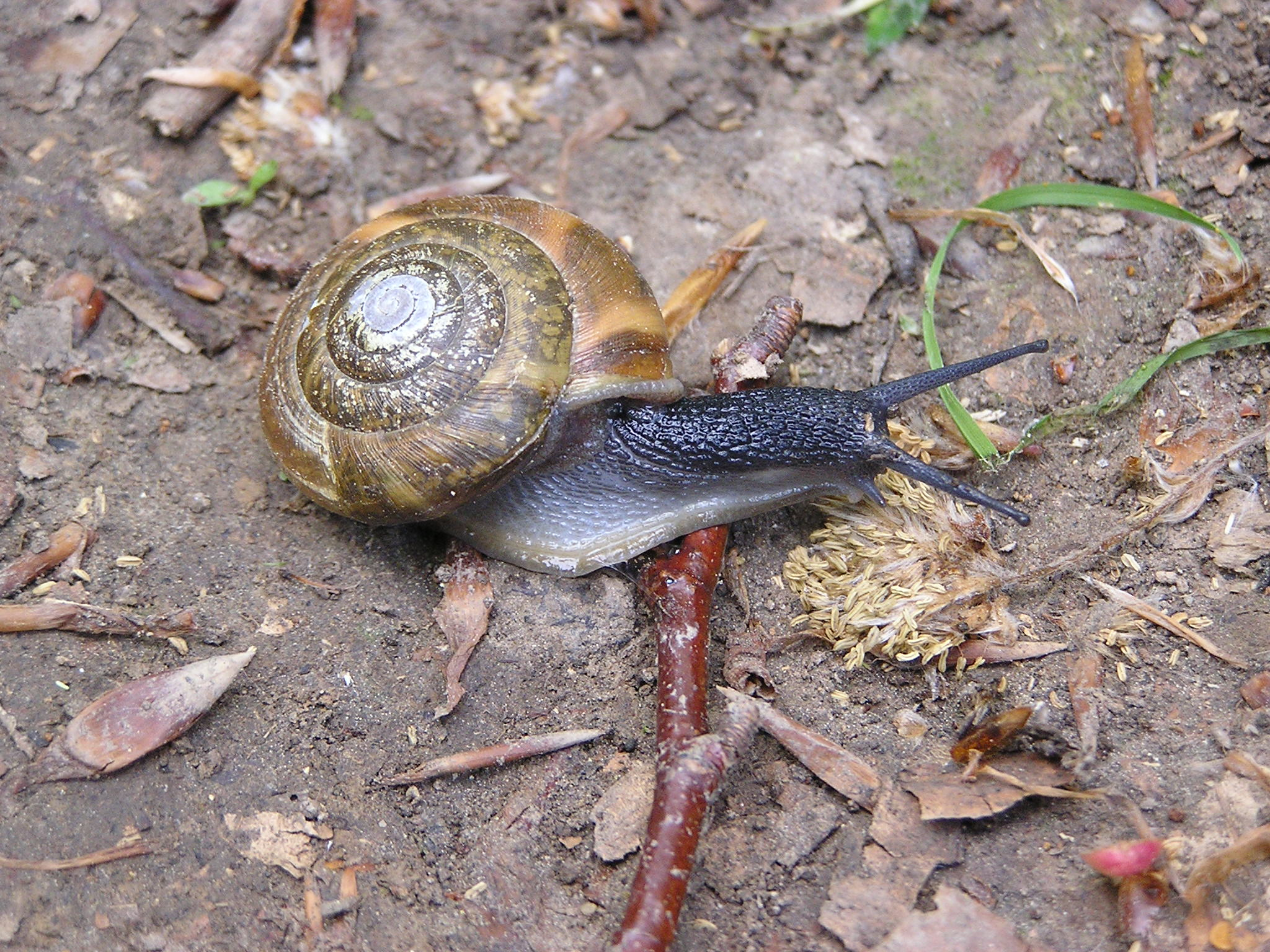
Wirtelschnecke (Aegopis verticillus)

Aegopis verticillus lebt unter Laub und zwischen Steinen auf feuchtem Boden und an Sickerstellen. In Bergwäldern niederer Lagen kann die Schnecke manchmal auch auf Waldwegen angetroffen werden. Bei Trockenheit ist sie meist im trockenen Erdreich eingegraben. Die Wirtelschnecke ernährt sich von totem Pflanzenmaterial, Aas und kleineren Gehäuseschnecken.

## Fortpflanzung
Wirtelschnecken setzen im Spätsommer ein oder zwei Gelege aus 20 bis 50 weichen, kugeligen Eiern in feuchter Erde unter Falllaub oder Totholz ab. Die nach drei bis vier Wochen schlüpfenden Jungtiere werden in der Regel am Ende des Folgejahres geschlechtsreif, wachsen danach aber noch weiter.

## Verbreitung
Die Art ist von der nordwestlichen Balkanhalbinsel über die Ostalpen bis in die Salzburger und Karnischen Alpen verbreitet, zerstreut kommt sie bis in das Mährische Stufenland vor. Im Wienerwald tritt Aegopis verticillus als eine der charakteristischen Arten auf, autochthone Vorkommen in Deutschland beschränken sich hingegen auf Marktschellenberg, das Salzachtal und den südlichen Bayerischen Wald.

## Naturschutz
Laut der Naturschutzverordnung des Landes Wien steht die Wirtelschnecke (Aegopis verticillus) unter strengem Schutz, darf also nicht gesammelt werden.